# Maria hurrikán (2017)

Műholdfelvétel a hurrikánról 2017. szeptember 20-án, amint Puerto Rico felett kavarog.

A Maria hurrikán ötös erősségű trópusi ciklon volt 2017 szeptemberében a Szélcsendes-szigetek, a Nagy-Antillák és a Turks- és Caicos-szigetek térségében, valamint az Egyesült Államokhoz tartozó Puerto Rico területén. Maria volt a szezon legerősebb vihara a nyomást tekintve, és a világ harmadik legköltségesebb trópusi ciklonja, illetve a tizedik legintenzívebb atlanti hurrikán. A pusztító vihar nyomán további súlyos károk keletkeztek a korábban már az Irma hurrikán által is érintett területeken. A vihar 2017. szeptember 17-én este kilenc órakor (UTC 21:00) kapta meg a Nemzeti Hurrikán Központtól a hurrikán minősítést. Hivatalosan ekkortól hívják Maria hurrikánnak.

## Meteorológiai lefolyás

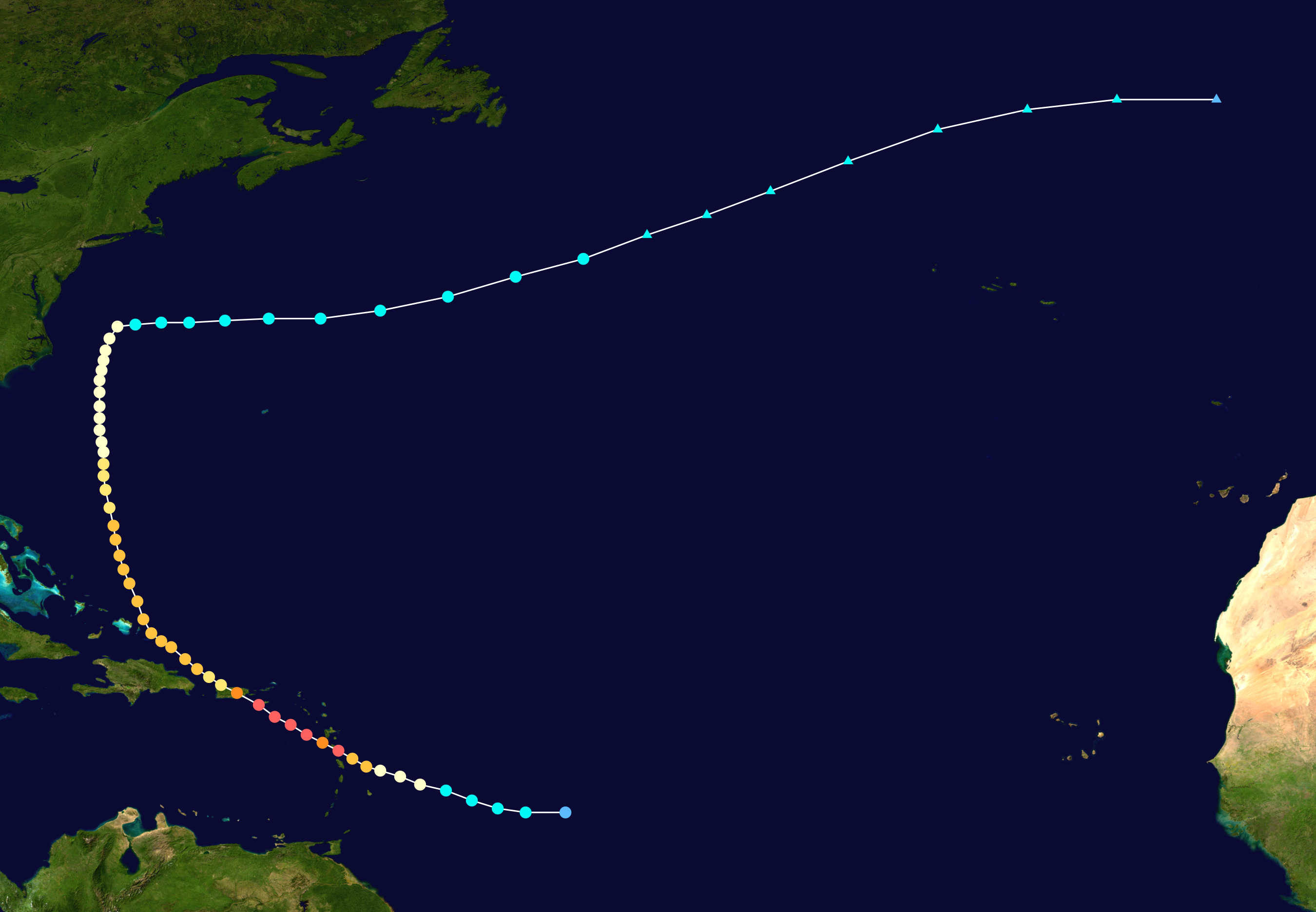
Maria útja.

## Károk és áldozatok
A Maria hurrikán pusztítása legalább 39 halálos áldozatot követelt Puerto Ricón. 2018 májusában kiderült, hogy a hatóságok korábbi állításával szemben valójában legalább 4645-en vesztették életüket a trópusi vihar miatt. 2018 augusztusában a sziget kormányzója, Ricardo Rossello azt mondta, hogy 2975 halott volt.